# Lozna (Bijelo Polje)
Pour les articles homonymes, voir Lozna.
Lozna (en serbe cyrillique: Лозна) est un village du nord-est du Monténégro, dans la municipalité de Bijelo Polje.

## Démographie

### Évolution historique de la population[1]
| 1948 | 1953 | 1961 | 1971 | 1981 | 1991 | 2003 |
| ---- | ---- | ---- | ---- | ---- | ---- | ---- |
| 447  | 556  | 589  | 541  | 565  | 514  | 476  |